# Africaine (U-Boot)
Die Africaine (Kennung: Q 196) war ein französisches U-Boot der Aurore-Klasse. Nach dem Waffenstillstand von Compiègne im Juni 1940 fiel das im Bau befindliche Boot in die Hände der deutschen Kriegsmarine. Das U-Boot wurde am 13. Mai 1941 in UF 1 umbenannt, aber nicht fertiggestellt.
Nach Kriegsende 1945 wurde das Boot zu Ende gebaut und bis 1961 von der französischen Marine eingesetzt.
Africaine wurde 1963 abgewrackt.